# Салморан
Салморан (порт. Salmourão) — муниципалитет в Бразилии, входит в штат Сан-Паулу. Составная часть мезорегиона Президенти-Пруденти. Входит в экономико-статистический микрорегион Адамантина. Население составляет 4356 человек на 2006 год. Занимает площадь 172,745 км². Плотность населения — 25,2 чел./км².
Праздник города — 18 февраля.

## История
Город основан в 1942 году.

## Статистика
- Валовой внутренний продукт на 2003 составляет 27 658 091,00 реал (данные: Бразильский институт географии и статистики).
- Валовой внутренний продукт на душу населения на 2003 составляет 6318,96 реала (данные: Бразильский институт географии и статистики).
- Индекс развития человеческого потенциала на 2000 составляет 0,734 (данные: Программа развития ООН).